# Lizimahija (Trakija)
Lizimahija (starogrško Λύσιμαχεια, latinizirano: Lýsimacheia) je bilo pomembno grško helenistično mesto na severozahodnem robu Trakijskega hersona (polotok Galipoli Turčija) na mestu, kjer se polotok združi s celino. Nahaja se v bližini sodobne vasi Bolayır in  ne v Heksamili, kot se je domnevalo.

## Zgodovina
Mesto je leta 309 pr. n. št. zgradil Lizimah, ko se je pripravljal na vojno s tekmeci. Mesto, zgrajeno na najožjem delu polotoka, je obvladovalo cesto iz Sesta proti severu in celinski Trakiji. V novo mesto je preselil prebivalce zavestno in v ta namen uničenega sosednjega mesta Kardija in drugih hersonskih mest. Kardija je bila rojstno mesto zgodovinarja Hieronima Kardijskega. Lizimah je nedvomno naredil Lizimahijo za prestolnico svojega kraljestva in je zagotovo hitro dosegla velik sijaj in blaginjo.  
Po Lizimahovi smrti je mesto prišlo pod oblast Selevkidov. Med vojnami med Selevkom Kalinikom in Ptolemajem Evergetom je prešlo iz rok Selevkidov v roke Ptolemajcev. Ali se je kasneje osvobodilo ali osamosvojilo, ni povsem jasno, zagotovo pa se je pridružilo Etolski zvezi. 
Rimski zgodovinar Justin poroča (17.1.1–3), da je leta 287 pr. n. št. Lizimahijo močno prizadel potres. Leta 277 pr. n. št. je blizu Lizimahije makedonski kralj Antigon II. Gonat porazil Galce. Ker Etolska zveza mestu ni mogla zagotoviti potrebne zaščite, so ga leta 197 pr. n. št. uničili Tračani med vojno Rimljanov s Filipom V. Makedonskim. Selevkidski kralj Antioh Veliki je mesto obnovil, zbral razkropljene in zasužnjene prebivalce ter z velikodušnimi obljubami pritegnil koloniste iz vseh koncev antičnega sveta. Zdi se, da obnova ni bila uspešna in mesto je pod rimsko oblastjo vse bolj propadalo.  
Lizimahija je pod svojim antičnim imenom zadnjič omenjena v odlomku Amijana Marcelina. Cesar Justinijan (vladal 527–565) je Lizimahijo obnovil in jo močno utrdil. Odtlej se omenja le še pod imenom Heksamilion. Kraj, ki ga  zdaj zaseda Lizimahija, se imenuje Eksemil. Ime je dobil po Justinijanovi trdnjavi, čeprav je ruševin starodavnega mesta več v sosednji vasi Ortaköy.

## Vir
- Smith, William, ur. (1854–1857). "Lysimachia". Dictionary of Greek and Roman Geography. London: John Murray.